# Пахотка
Пахотка — небольшая река в России, протекает в Ивановской области. Устье реки находится по правому берегу реки Смердяги. Исток реки теряется в заболоченных лесах Лежневского района. Не судоходна.
Населённых пунктов вдоль русла реки нет.